# عدالة جنائية مقارنة

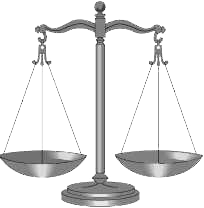
مقياس العدل

العدالة الجنائية المقارنة هي مجال فرعي لدراسة العدالة الجنائية التي تقارن نظم العدالة في جميع أنحاء العالم. ويمكن لهذه الدراسة أن تتخذ نهجا وصفيا أو تاريخيا أو سياسيا ]وهي تدرس أوجه التشابه والاختلاف في الهيكل والأهداف والعقاب والتأكيد على الحقوق فضلا عن التاريخ والمكانة السياسية لمختلف النظم.ومن الشائع تصنيف وظائف نظام العدالة الجنائية إلى أعمال الشرطة، والفصل (أي المحاكم)، والتصويبات، على الرغم من وجود مخططات تصنيف أخرى. ويدرس المقارنون في مجال المقارنة الأنواع الأربعة المختلفة من المجتمعات، وأساليب إنفاذها، والأنواع المختلفة من العقوبات مثل عقوبة الإعدام، والسجن.وفي داخل هذه المجتمعات، تدرس هذه المجتمعات أنواعاً مختلفة من التقاليد القانونية وتحلل القضايا التي تحلها وتخلقها. ويستخدمون معلوماتهم من أجل تعلم الطرق الفعالة لفرض القوانين، ولتحديد المشاكل التي قد تنشأ داخل النظام وحلها بسبب أساليبه.

## مجتمعات

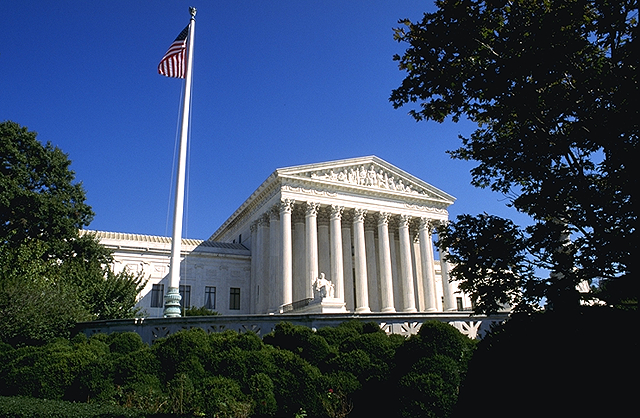
المحكمة العليا الأمريكية

يدرس المقارنون في العدالة الجنائية أربعة أنواع مختلفة من المجتمعات: الشعبية - المجتمعية، الحضرية التجارية، الحضرية الصناعية، والبيروقراطية.  المجتمعات الشعبية الطائفية كثيراً ما ينظر إليها باعتبارها بدائية وهمجية، وهم يمتلكون اختصاص قليل بين القائمين على إنفاذ القانون، وتترك العديد من المشاكل تمر دون عقاب لتجنب الإفراط في التجريم، ولكن بمجرد أن «يعم» الغضب ويصبح الموقف قضية أكبر، فإن العقوبة القاسية وغير العادية قد تُنفذ.ومن الأمثلة على ذلك القبائل الأفريقية أو الشرق أوسطية، أو المستوطنات البروتستانتية المبكرة لامريكا.المجتمعات الحضرية التجارية لا تملك إلا القليل من القوانين المكتوبة وبعض أشكال الإنفاذ المتخصصة لإنفاذ القانون  الديني أو الملكي. العقوبات غير متسقة وقاسية عادة. المجتمعات الحضرية الصناعية تفرض قوانين تفرض سلوكاً طيباً وتعطي الحوافز والمثبطات للسلوك، وتتخصص الشرطة في جرائم الملكية مثل السرقة. وأخيرا، أصبحت المجتمعات البيروقراطية اليوم هي المجتمع الحديث. وهي تشتمل على قوانين ومحامين وقوات شرطة متطورة ومدربة على أنواع متعددة من الجرائم. ومن بين «الآثار الجانبية» المختلفة لهذه المجتمعات الإفراط في التجريم، والاكتظاظ السكاني، بل وحتى جنوح الأحداث بسبب امتداد عمر المراهقة الذي جلبته هذه المجتمعات

## التقاليد القانونية

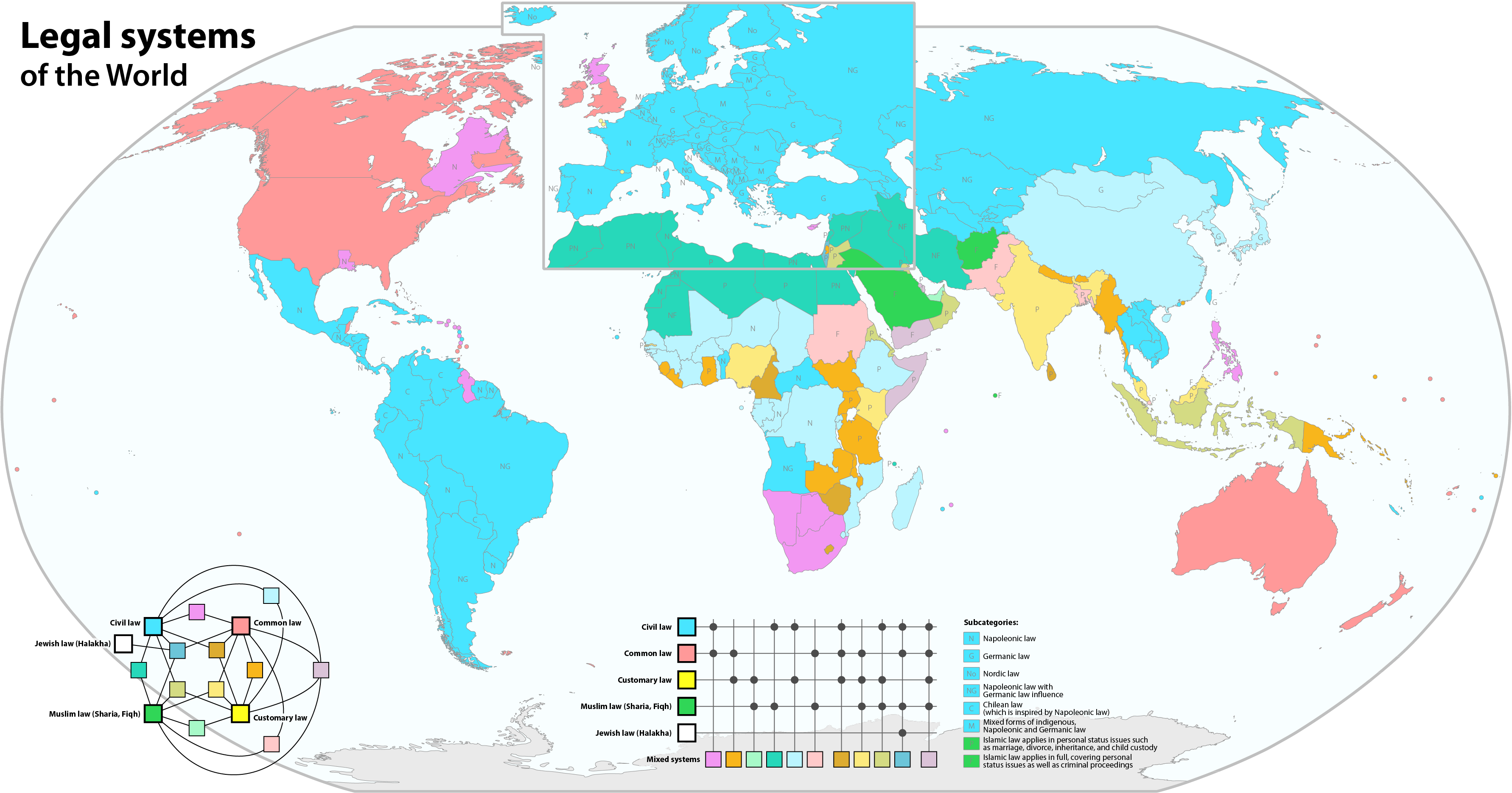
خريطة النظم القانونية في العالم.

تلعب التقاليد القانونية دورًا مهمًا في تطوير القانون الدولي والعدالة. يدرس المقارنون للعدالة الجنائية هذه التقاليد بقصد إيجاد طريقة للجمع بين وجهات نظر التقاليد المختلفة تجاه وجهة نظر واحدة تسمح بالتطوير الناجح للقانون الدولي.يعتقد العديد من المقارنين أنه كلما زاد عدد الدول التي لديها وجهات نظر قانونية مماثلة، زادت احتمالية قدرتها على وضع قوانين دولية ترضي الجميع. يحدد Reichel (2005) أربعة تقاليد قانونية رئيسية لكل منها مجموعة القوانين الخاصة به:
•
- تم العثور على القانون العام بشكل خاص في البلدان التي هي أعضاء حاليين أو سابقين في الإمبراطورية البريطانية
- تشمل دول القانون المدني معظم دول أوروبا القارية ومختلف الولايات في أمريكا الجنوبية وأفريقيا.
- القانون الاشتراكي هو في الأساس قانون مدني مع تعديلات كبرى على الإيديولوجية الماركسية اللينينية. فهو يستخدم حالياً في الصين وعدد قليل من الدول الشيوعية المعاصرة، ولكنه كان له تأثير هائل على روسيا واتحاد الجمهوريات الاشتراكية السوفييتية السابق.
- الشريعة الإسلامية هي قانون مستوحى دينياً يُستخدم في البلدان الإسلامية.

## عقاب

خريطة عقوبة الإعدام

الأشخاص الذين يدرسون العدالة الجنائية المقارنة يدرسون الأشكال المختلفة واستخدام العقوبات عبر المجتمعات، بما في ذلك عقوبة الإعدام. تحتفظ تسعة وخمسون دولة بعقوبة الإعدام كما ورد بالتقارير في عام 2007.يقوم المقارنون بدراسة الطرق المختلفة التي يتم بها تنفيذ الإعدام في جميع أنحاء العالم بما في ذلك الشنق، وإطلاق النار، وقطع الرأس، والحقن، والصعق بالكهرباء، وحتى الرجم. يجد المقارنون في العديد من البلدان النامية مثل إيران وإندونيسيا وبيلاروسيا، والعديد من البلدان الأخرى، ذلك أن أساليب الإعدام العنيفة مثل قطع الرأس، وإطلاق النار، والرجم تشكل وسيلة أكثر شيوعاً لتنفيذ عقوبة الإعدام، والسبل الوحيدة في العديد من الحالات.ومع ذلك في الثقافة الغربية وكذلك في البلدان المتقدمة مثل الولايات المتحدة تستخدم طرق أقل وحشية للإعدام مثل الحقن القاتل. وحتى الأحكام بالسجن يمكن أن تأتي بقسوة. في العديد من البلدان مثل بورما يمكن الحكم على شخص بالسجن لمجرد عدم موافقته على الحكومة.ومن المفترض أن الأحكام السخيفة مثل الأحكام بالسجن مدى الحياة المتعددة أو الأحكام بالسجن لمئات، حتى آلاف السنين يقصد بها حظر فرصة الإفراج المشروط في المستقبل. وعلى الرغم من أنه قد يبدو منافياً للعقل، فإن الثقافات الغربية تنفذ نفس النوع من الأحكام.وعلى الرغم من استخدام جمل مماثلة في جميع أنحاء العالم، فإن التساهل يختلف على نطاق واسع بين المجتمعات. العديد من الحكومات مثل تلك المذكورة أعلاه في بورما توفر عقوبة سريعة وثقيلة لتأكيد أدوارها في السلطة.